# محوطه قلعه بردی (۱)
محوطه قلعه بردی (۱) مربوط به دوره ساسانیان است و در شهرستان پل‌دختر، بخش مرکزی، دهستان جایدر، ۳ کیلومتری شمال شرق روستای ولیعصر واقع شده و این اثر در تاریخ ۲۸ اسفند ۱۳۸۵ با شمارهٔ ثبت ۱۸۴۶۱ به‌عنوان یکی از آثار ملی ایران به ثبت رسیده است.